# Kaňk (rozhledna)
Rozhledna Kaňk se nachází na jihovýchodním hřbetu kóty Kaňk, nejvyšším vrcholu Malešovské pahorkatiny - 353 m n. m., východně od Kaňku, části Kutné Hory.

## Historie rozhledny
Rozhledna stojí v místech, kde dříve stávala hájovna, v roce 1895 přestavěná na vyhlídkovou restauraci. Ta však byla v 50. letech 20. století uzavřena a sloužila znovu jako hájovna. V prosinci 2011 podle projektu společnosti Silnice Čáslav-Holding a.s. prováděla stavební práce humpolecká společností STATUS stavební a.s., a to stavbu rozhledny, penzionu a revitalizaci původní restaurace (dnes "Havířská bouda"). Projekt byl částečně financován z Regionálního operačního programu regionu soudržnosti Střední Čechy. Betonová rozhledna je obložena kyklopským zdivem, vysoká 30 metrů a je bezbariérová, neboť na zasklený ochoz ve výšce 26 metrů vede kromě 144 schodů i výtah . Slavnostní otevření bylo 30. dubna 2013. 

## Přístup
Ze Sedlece či Kaňku po žluté turistické značce na Kaňk-rozcestí. Odtud po modré značce směr železniční stanice Hlízov (cca 1,5 km). Rozhledna leží na naučné stezce Stříbrná stezka - severní okruh. Je přístupná denně od 10-18 hodin.

## Výhled

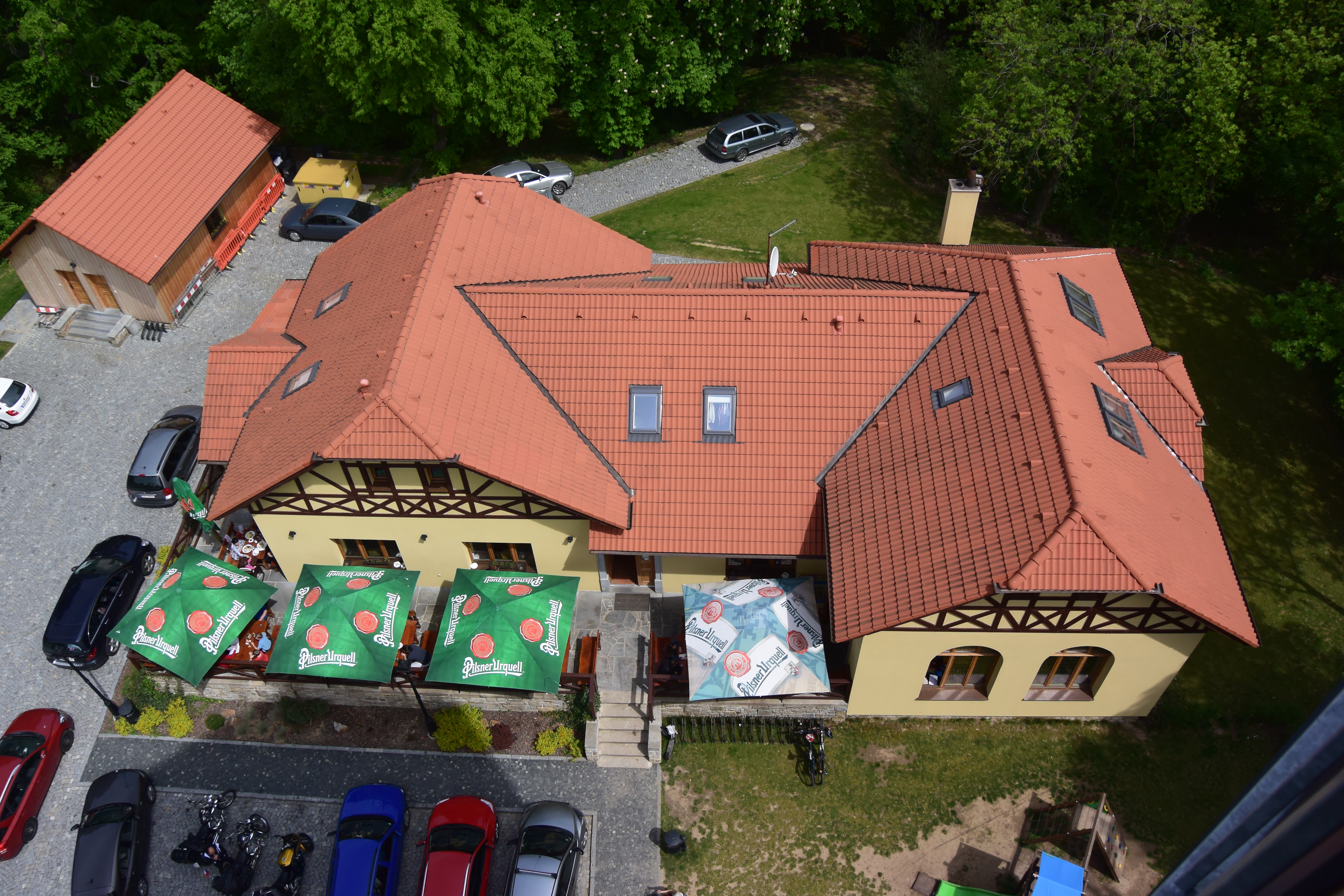
Pohled na restauraci

Z rozhledny je kruhový výhled na Polabí u Kolína, Železné hory, Čáslav, Kutnou Horu, při dobré viditelnosti až na Ještěd či Krkonoše.

## Fotogalerie

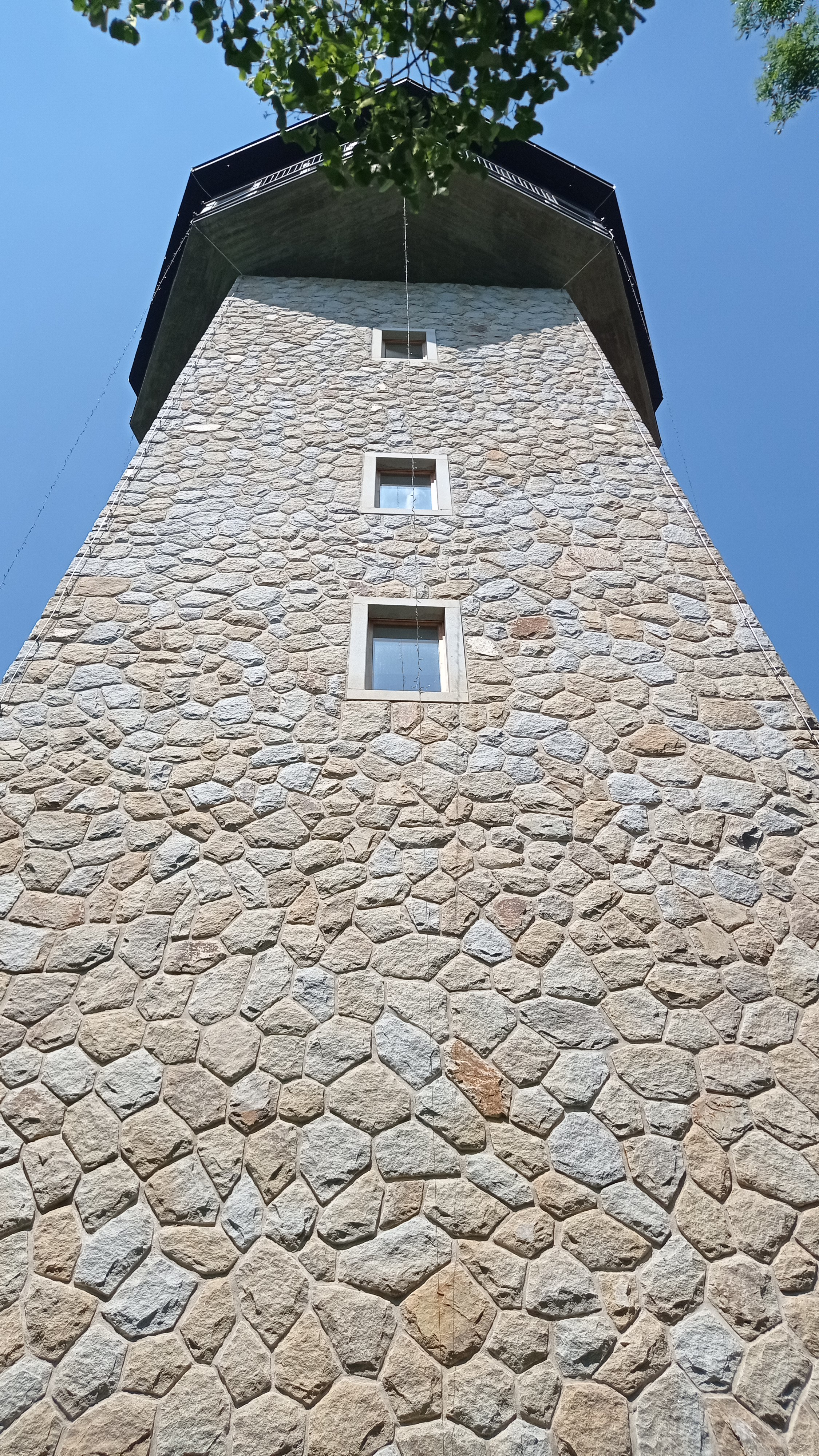
Zdivo rozhledny
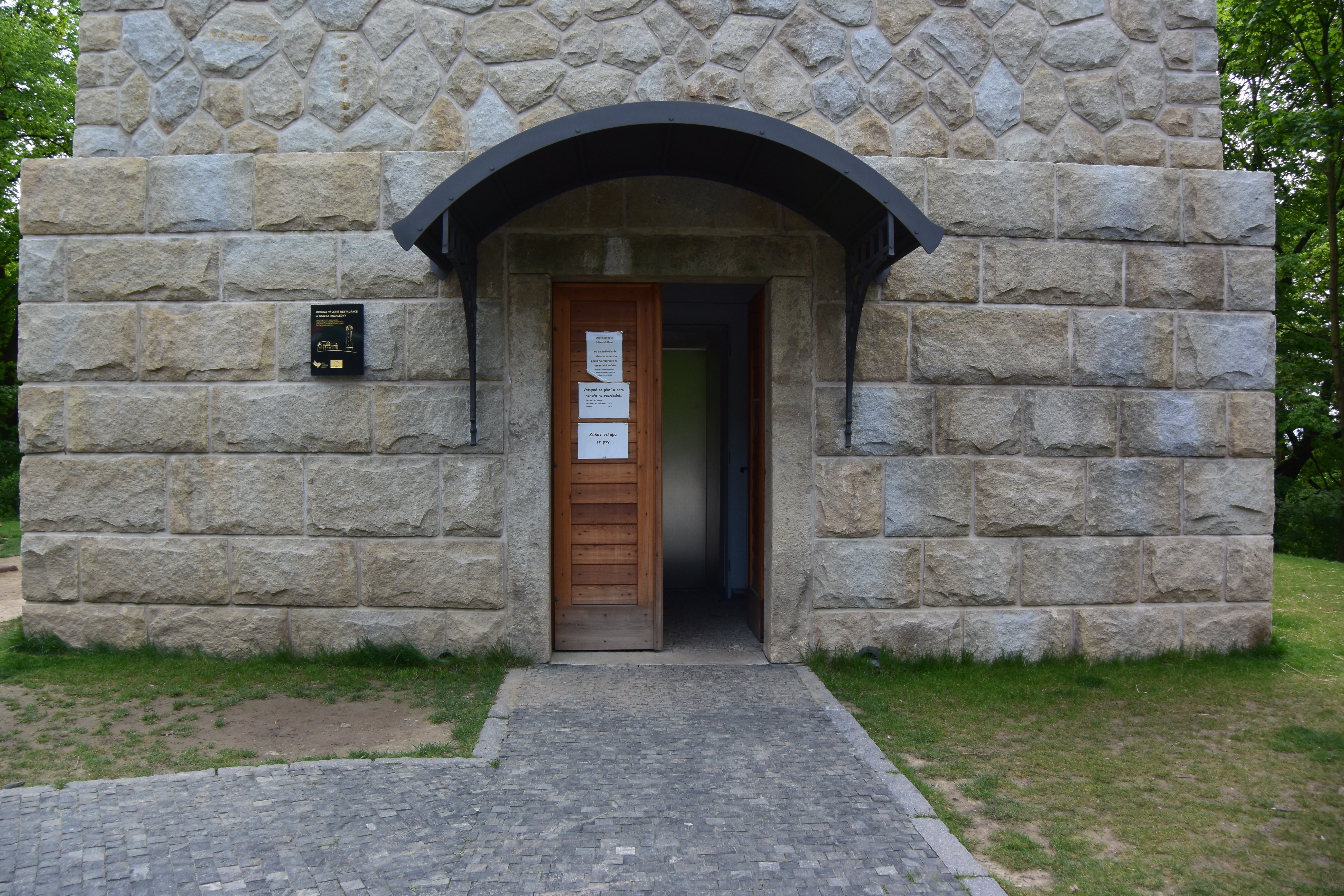
Vstup do objektu
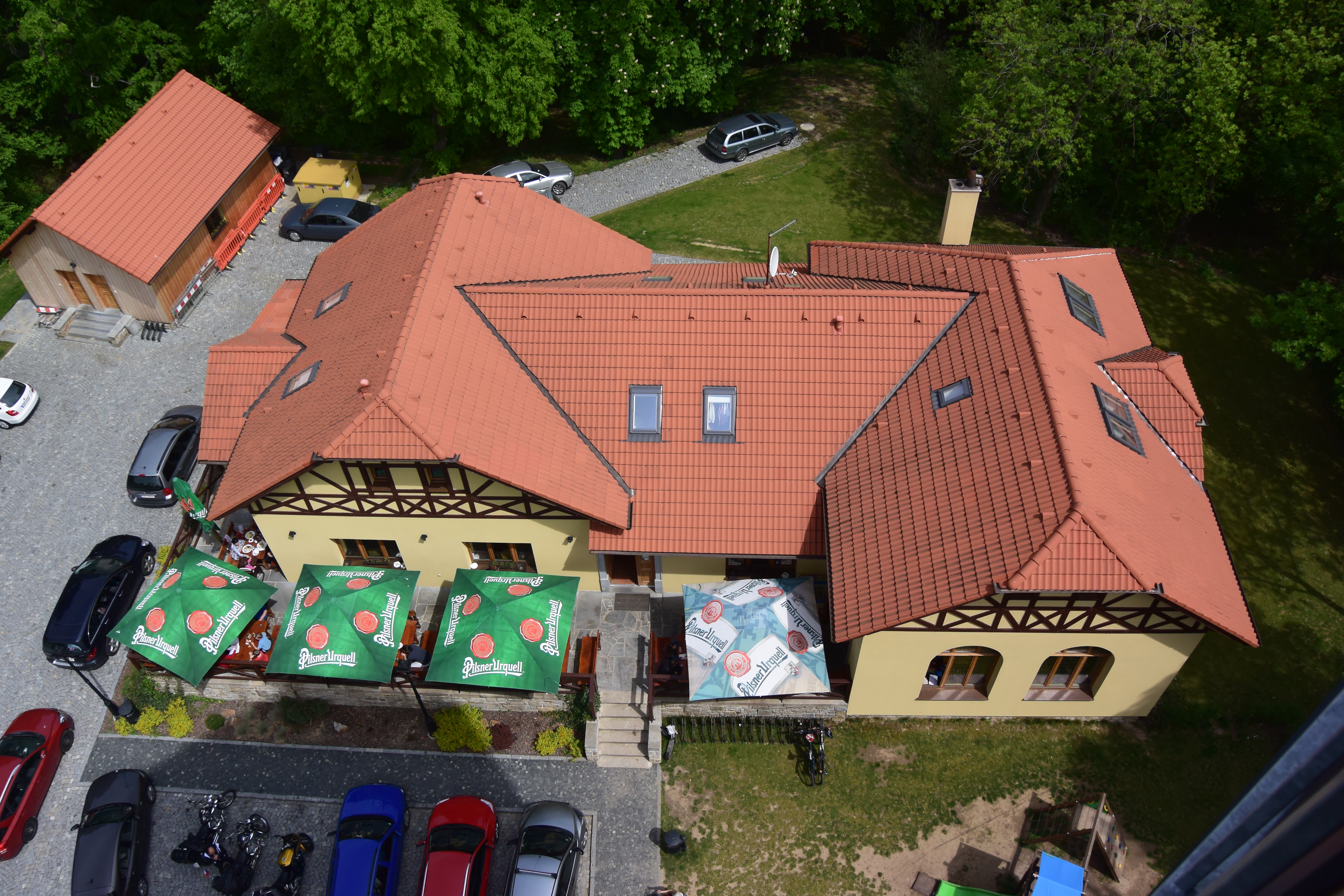
Restaurace pod Kaňkem
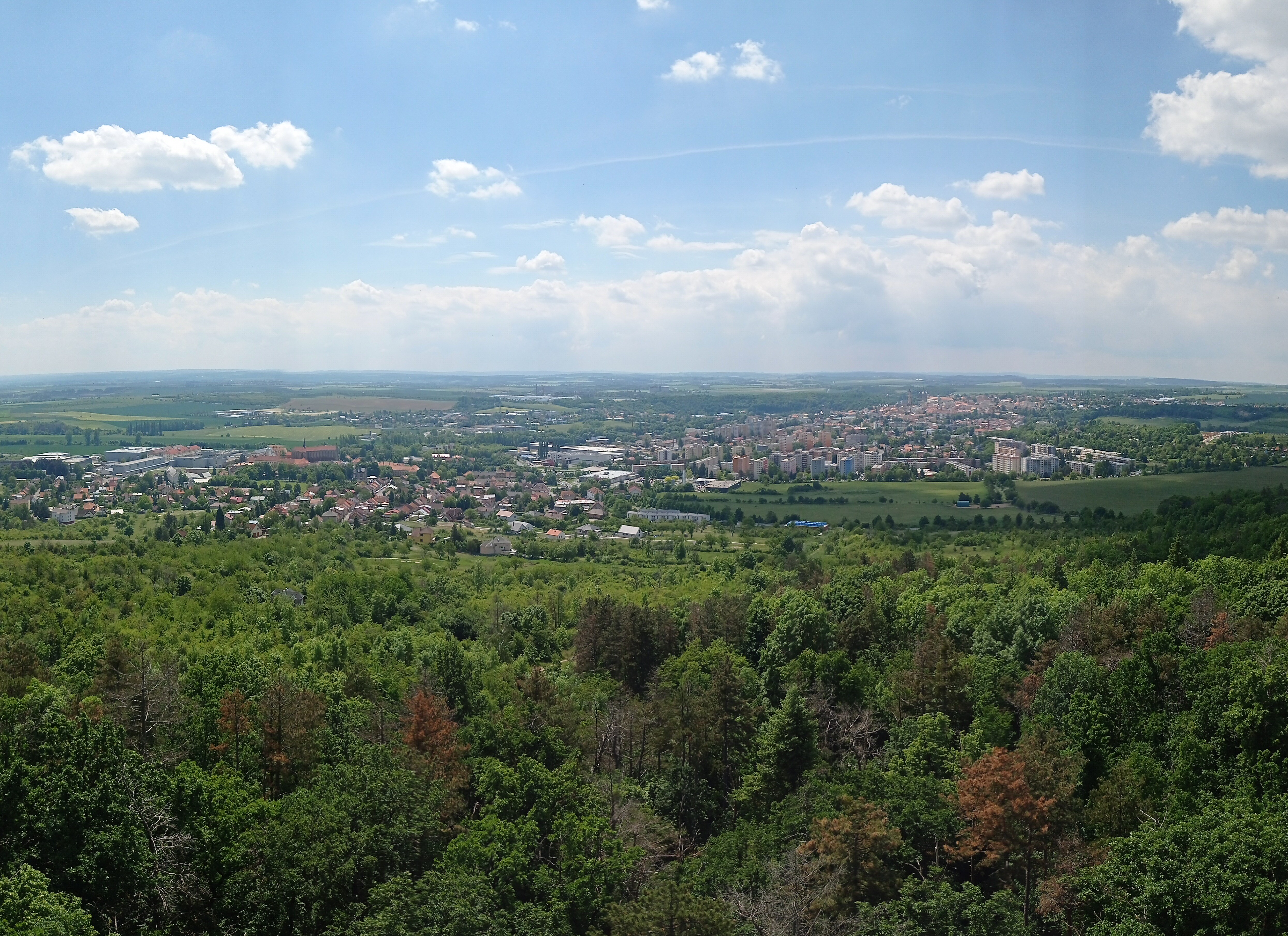
Výhled na Kutnou Horu